# Hauptschnitt
In der geometrischen Optik bezeichnet der Hauptschnitt jede Ebene, welche die optische Achse eines optischen Systems enthält.
Für optisch einachsige Kristalle (siehe Doppelbrechung) bezeichnet der Hauptschnitt die Ebene, welche durch optische Achse des doppelbrechenden Kristalls und die Ausbreitungsrichtung der Lichtwelle aufgespannt wird.